# Journal of Numerical Mathematics
Journal of Numerical Mathematics is een internationaal, aan collegiale toetsing onderworpen wetenschappelijk tijdschrift op het gebied van de numerieke wiskunde.
De naam wordt in literatuurverwijzingen meestal afgekort tot J. Numer. Math.
Het wordt uitgegeven door Walter de Gruyter en verschijnt 4 keer per jaar.
Het eerste nummer verscheen in 1993, destijds onder de naam East-West Journal of Numerical Mathematics.